# Uczelnia Łukaszewski w Warszawie
Uczelnia Łukaszewski – uczelnia niepaństwowa założona w 2001 r. pod nazwą Wyższa Szkoła Zarządzania Personelem przez Spółkę „Zarządzanie Personelem Sp. z o.o.". Została wpisana do rejestru niepaństwowych uczelni zawodowych zgodnie z decyzją MEN nr DSW-3-0145-101/TT/201 z dnia 20 kwietnia 2001 pod numerem 63. Decyzją Ministerstwa Nauki i Szkolnictwa Wyższego z dnia 30 marca 2012 roku, w rejestrze uczelni niepublicznych i związków uczelni niepublicznych została umieszczona pod liczbą porządkową 202.

## Kierunki studiów
Uczelnia ma uprawnienia do prowadzenia zajęć na poziomie studiów I i II stopnia na kierunku Zarządzanie, oraz studiów I stopnia na kierunkach Administracja i Media i PR. 

### Studia I stopnia
- Zarządzanie
- Administracja
- Media i PR

### Studia II stopnia
- Zarządzanie

### Studia podyplomowe
Uczelnia Łukaszewski posiada w ofercie kilkadziesiąt kierunków studiów podyplomowych:
- Archiwistyka i zarządzanie dokumentacją
- Audytor energetyczny
- Audytor wewnętrzny
- Bezpieczeństwo korporacyjne
- Bezpieczeństwo społeczności lokalnych
- BHP
- BHP i Audytor Wewnętrzny
- Ceramika i historia sztuki
- Coaching, mentoring i psychologia
- Cyberbezpieczeństwo
- Doradca Rolniczy
- Edukacja dla bezpieczeństwa
- Geopolityka
- Grafika warsztatowa
- Historia filmu
- Human Resources - Zarządzanie Zasobami Ludzkimi
- Integrowana produkcja roślin
- Kadry i prawo pracy
- Kinematografia
- Konopie - od upraw do 50 tys. zastosowań
- Kultura, sztuka i socjologia
- Kulturoznawstwo
- Manager Hotelarstwa i Turystyki
- Mediacje rodzinne i podstawy pomocy psychologicznej
- Malarstwo i historia sztuki
- Mediator Sądowy
- Migracja jako element polityki społeczno-ekonomicznej
- NLP - Neurolingwinistyczne Programowanie
- Ochrona ludności w systemie bezpieczeństwa Państwa
- Odnawialne źródła energii
- Organizacja i zarządzanie w sporcie
- Prawo restrukturyzacyjne i upadłościowe
- Prawo w administracji
- Profesjonalny coaching zdrowia
- Projekty Unijne
- Psychologia w biznesie
- Pszczelarstwo
- Pośrednictwo nieruchomości
- Rachunkowość
- Reżyseria, film i fotografia
- RODO - Inspektor danych osobowych
- Rolnictwo dla Absolwentów Kierunków Nierolnicznych
- Samorządowy Manager Energii
- Transport, spedycja i logistyka (CERTYFIKAT KOMPETENCJI ZAWODOWYCH w transporcie drogowym rzeczy i osób)
- Trener mentalny w sporcie
- Uprawa, przetwórstwo i zastosowanie lawendy
- Wycena nieruchomości
- Zamówienia publiczne
- Zarządzanie bezpieczeństwem publicznym
- Zarządzanie i administracja w służbach mundurowych
- Zarządzanie i administrowanie placówkami sportu i rekreacji
- Zarządzanie nieruchomościami
- Zarządzanie ochroną zabytków
- Zarządzanie w instytucjach oświaty i kultury
- Zarządzanie ochroną zdrowia
- Zarządzanie w małej i średniej firmie
- Zarządzanie w mediach
- Zarządzanie w sytuacjach kryzysowych
- Zarządzanie w administracji publicznej

### Studia MBA
Master of Business Administration (MBA) - program studiów podyplomowych mających na celu przygotowanie słuchacza do objęcia stanowisk kierowniczych w przedsiębiorstwach rozpoczynających działalność, międzynarodowych firmach lub organizacjach non-profit. Ukończenie studiów Master of Business Administration zgodnie z art. 19 ust. 1 ustawy o zasadach zarządzania mieniem państwowym z dnia 16 grudnia 2016 r. (Dz.U. z 2016 r. poz. 2259) uprawnia do zasiadania w radach nadzorczych spółek z udziałem skarbu państwa, spółkach samorządowych oraz podmiotach funkcjonujących w sferze publicznej.
- MBA – Human Resources
- MBA – Ochrona Zdrowia
- MBA – Bankowość i Ubezpieczenia
- MBA – Biznes Międzynarodowy
- MBA – Cyberbezpieczeństwo
- MBA – Ekologia i Ochrona Środowiska
- MBA – Nieruchomości
- MBA – Turystyka i Hotelarstwo
- MBA – Zarządzanie placówkami sportu i rekreacji
- MBA – Zarządzanie w sporcie
- MBA/EMBA – Prawo
- Executive Master of Business Administration
- Executive Master of Business Administration – Ochrona Zdrowia
- Executive Master of Business Administration – Bankowość i Ubezpieczenia
- Executive Master of Business Administration – Ekologia i Ochrona Środowiska
- Doctor of Business Administration
- DBA – Prawo dla Prawników

## Kształcenie Specjalistyczne[3]
Uczelnia prowadzi również Kształcenie Specjalistyczne, które nie wymaga posiadania matury. Absolwenci kształcenia specjalistycznego otrzymują świadectwo dyplomowanego specjalisty (dla absolwentów z maturą) lub świadectwo ukończenia kształcenia specjalistycznego (dla absolwentów bez matury). Świadectwo to dodatkowo upoważnia do ubiegania się o przyjęcie na studia pierwszego stopnia lub jednolite studia magisterskie w drodze potwierdzania efektów uczenia się, co umożliwia skrócenie okresu studiowania. W ramach tej procedury możliwe jest potwierdzenie nie więcej niż 50% punktów ECTS przypisanych do zajęć objętych programem studiów.

### Kierunki
- Zarządzanie
- Administracja
- Informatyka
- Kadry ,Prawo, Finanse
- Dziennikarstwo, Politologia
- Orientalistyka - Sinologia
- Orientalistyka - Japonistyka
- Media i PR
- Marketing
- Aktorstwo i Sztuka Filmowa

## Struktura uczelni
Uczelnia jest zorganizowana bezwydziałowo. Posiada następujące akademie: Akademia Zarządzania, Akademia Biznesu, Akademia Nieruchomości, Akademia Kultury i Sztuki oraz Akademia Bezpieczeństwa. Akademie realizują rozwój uczelni i kształcenie w swoich obszarach.
Uczelnia posiada także Centrum Planowania Kariery prowadzące doradztwo zawodowe dla studentów i szkolenia ułatwiające wejście na rynek pracy. Współorganizuje także warszawskie Akademickie Targi Pracy „Jobbing”. W szkole działają koła naukowe dla studentów m.in. koło socjologiczne, koło bezpieczeństwa narodowego oraz sekcja trenerska.

## Rektorzy
- Ireneusz Krzemiński (2001–2002)
- Zygmunt Niewiadomski (2002–2003)
- Anna Banaszkiewicz (2003–2005)
- Marian Kowalewski (2005–2009)
- Tadeusz Szmidtka (2009–2012)
- Janusz Przepiórski (w 2012)
- Jan Waśkiewicz (2012–2020)
- Małgorzata Schneider (2020–2024)
- Krzysztof Janik (od 2024)[6]